# Альперович, Лев Абрамович
Альперович Лев Абрамович (4 декабря 1874, Куренец, Виленской губернии — 1913, Минск) — живописец. Писал портреты, пейзажи, бытовые композиции.

## Биография
Учился в Вильно в рисовальной школе академика И.Трутнева (1890—1892). Окончил Одесскую рисовальную школу (1896) и Петербургскую Академию художеств (1902). Ученик И.Репина.

Преподавал в Минском частном мужском еврейском реальном училище (1912—1913).

Жил в Минске с 1902, где и умер. Участник выставок с 1902.